# Klängmossa
Klängmossa (Homomallium incurvatum) är en bladmossart som beskrevs av Leopold Loeske 1907. Enligt Catalogue of Life ingår Klängmossa i släktet Homomallium och familjen Hypnaceae, men enligt Dyntaxa är tillhörigheten istället släktet Homomallium och familjen Hypnaceae. Arten är reproducerande i Sverige. Inga underarter finns listade i Catalogue of Life.

## Bildgalleri

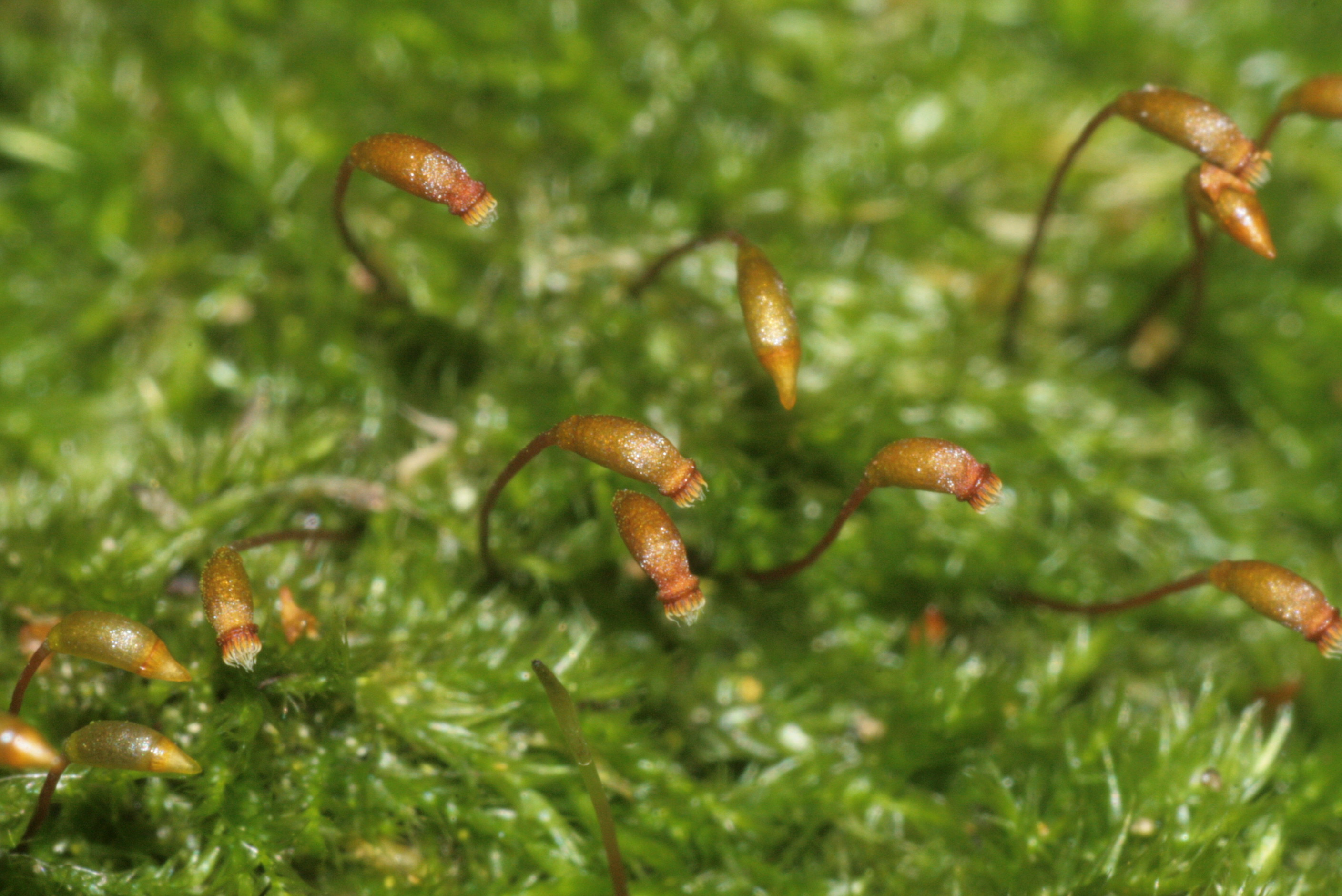
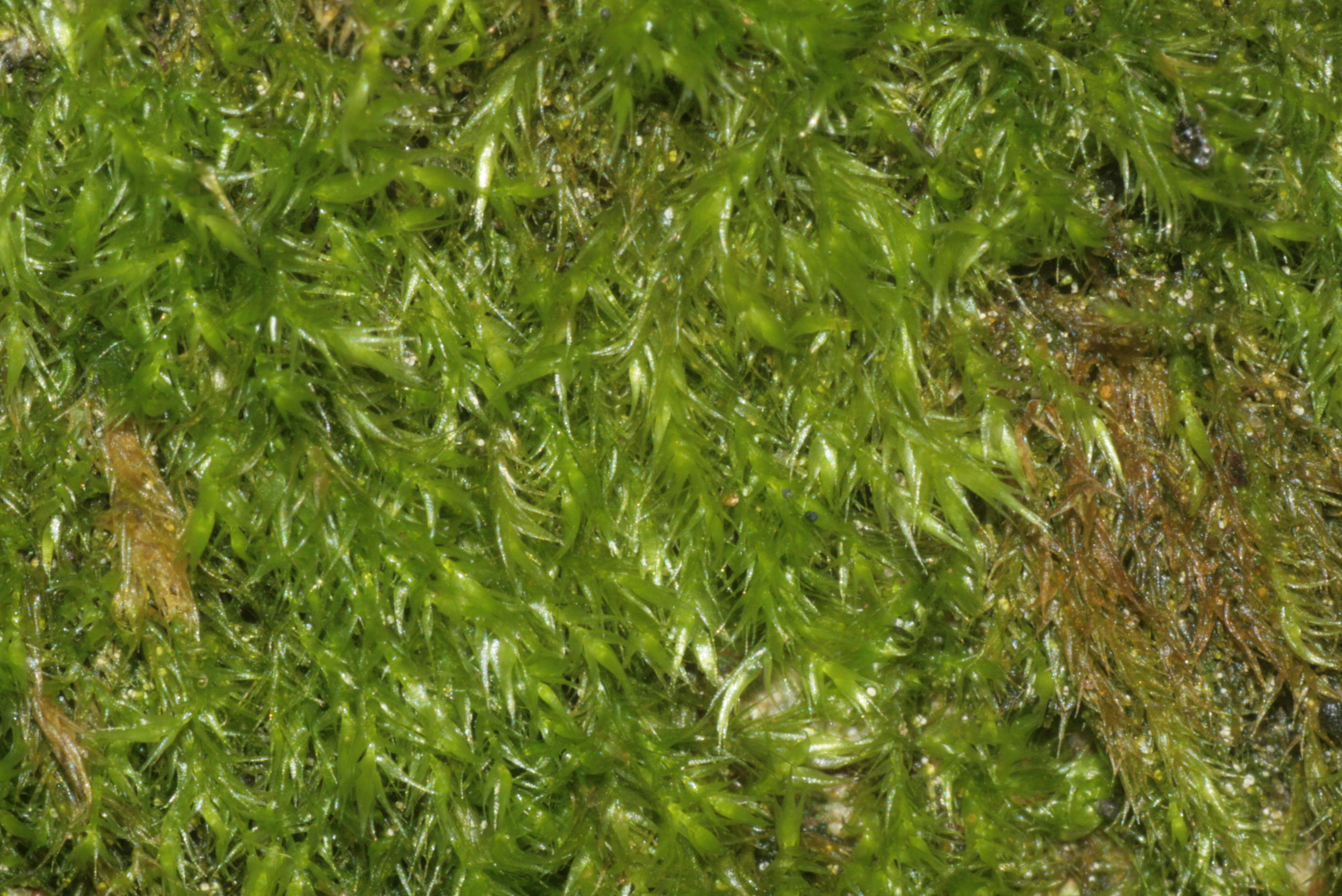
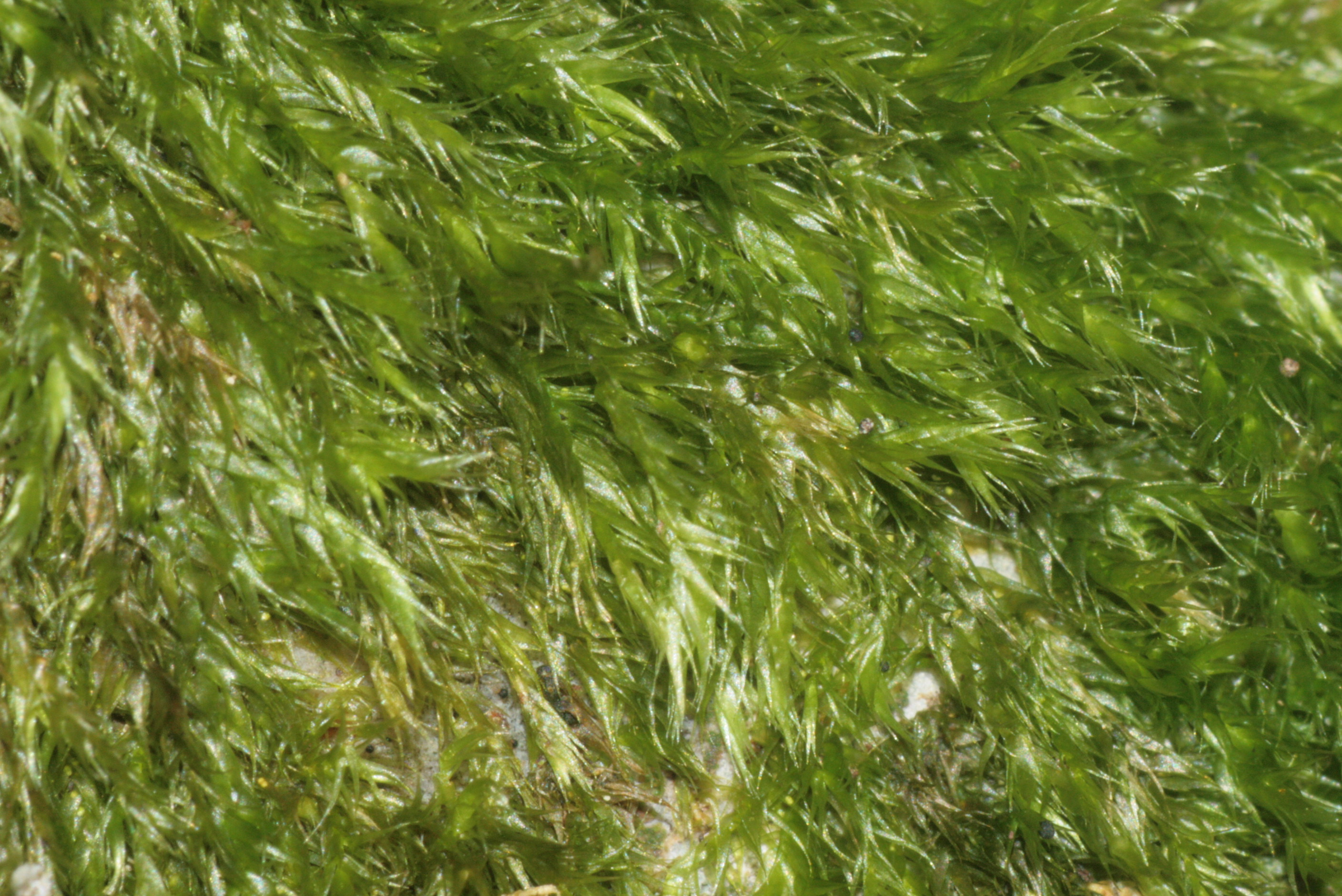
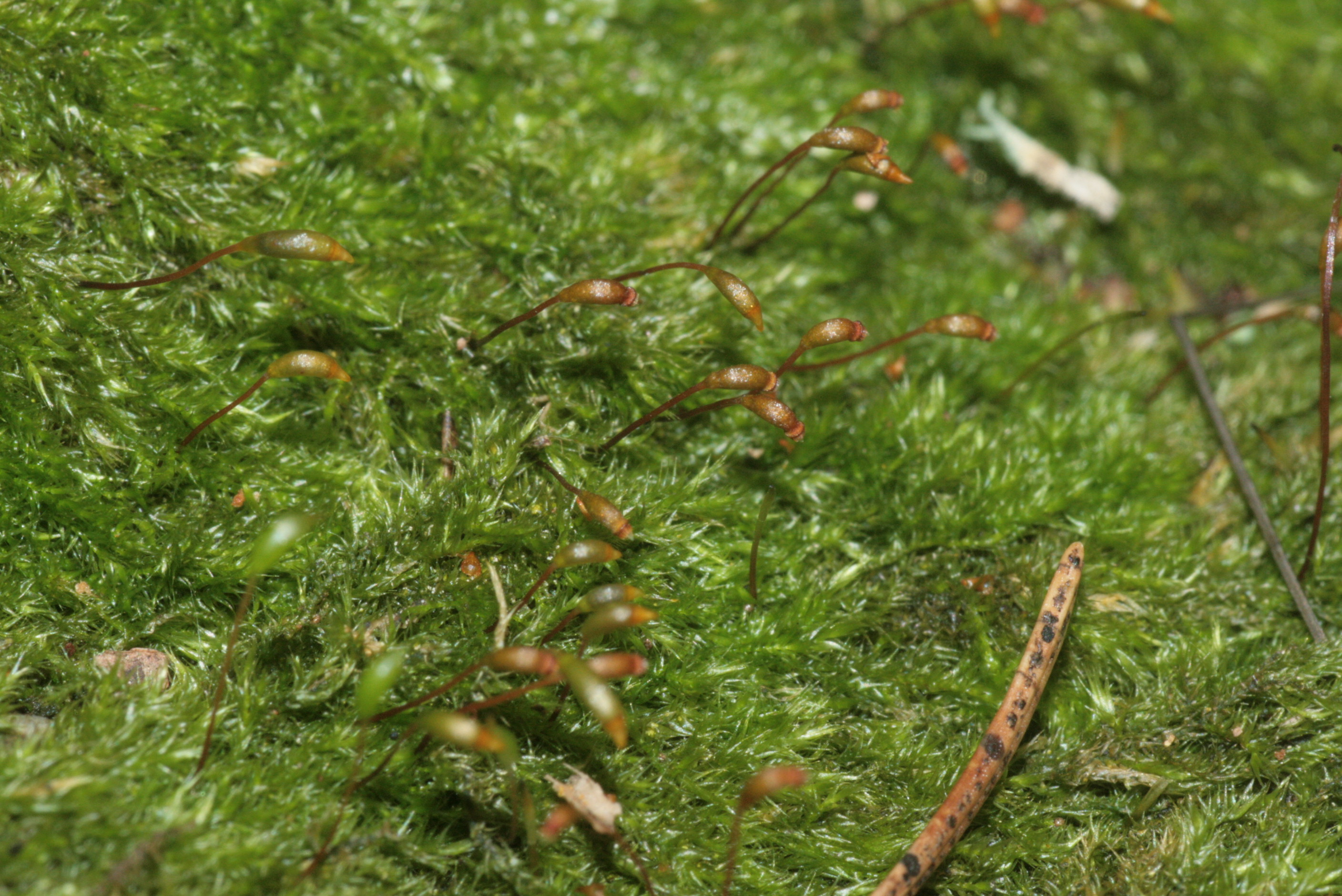